# 1 Baza Lotnictwa Transportowego
1 Baza Lotnictwa Transportowego (1. BLTr) – jednostka lotnicza szczebla taktycznego lotnictwa transportowego Sił Powietrznych.

## Charakterystyka
Na podstawie decyzji Nr Z-78/Org./P1 Ministra Obrony Narodowej z dnia 5 sierpnia 2011 roku 1 Baza Lotnicza została przeformowana, w terminie do dnia 31 grudnia 2011 roku, w 1 Bazę Lotnictwa Transportowego.
Baza usytuowana jest w Warszawie na lotnisku Warszawa Okęcie. Do połowy 2022 roku, podlegała Dowódcy 3 Skrzydła Lotnictwa Transportowego.
Głównymi zadaniami realizowanymi przez bazę są:
- zabezpieczenie transportu powietrznego, obsługę pasażerską naczelnych organów władzy państwowej Rzeczypospolitej Polskiej oraz komórek organizacyjnych Ministerstwa Obrony Narodowej;
- zapewnienie właściwego funkcjonowania jednostek oraz instytucji pozostających na jej zaopatrzeniu.

## Tradycje
Decyzją Nr 62/MON Ministra Obrony Narodowej z dnia 6 marca 2012 roku 1 Baza Lotnictwa Transportowego przejęła i z honorem kultywuje dziedzictwo tradycji:
- 3 eskadry wywiadowczej (1918–1925),
- 13 eskadry lotniczej 1 pułku lotniczego (1925–1934),
- 13 eskadry towarzyszącej 1 pułku lotniczego (1934–1939),
- 16 i 19 eskadry towarzyszącej 1 pułku lotniczego (1937–1939),
- 301 dywizjonu bombowego Ziemi Pomorskiej (1940–1943),
- eskadry „C” 138 dywizjonu specjalnego przeznaczenia RAF (1943),
- 1586 eskadry specjalnego przeznaczenia (1943–1944),
- 301 dywizjonu bombowego Ziemi Pomorskiej im. Obrońców Warszawy (1944–1946),
- 6 samodzielnej lotniczej eskadry transportowej (1945–1946),
- rządowej eskadry transportowej (1946–1947),
- specjalnego pułku lotniczego (1947–1951),
- 36 specjalnego pułku lotniczego (1951–1955),
- 36 samodzielnego specjalnego pułku lotniczego (1955–1974),
- 36 specjalnego pułk lotnictwa transportowego „Obrońców Warszawy” (1974–2011),
- Bazy Lotniczej AK „Łużyce” (1942–1944),
- batalionu obsługi dowództwa Wojsk Lotniczych i Obrony Przeciwlotniczej Obszaru Kraju (1959–1962),
- batalionu obsługi dowództwa Wojsk Obrony Powietrznej Obszaru Kraju (1962–1979),
- Oddziału Zabezpieczenia Dowództwa Wojsk Obrony Powietrznej Kraju (1979–1990),
- Oddziału Zabezpieczenia Dowództwa Wojsk Lotniczych i Obrony Powietrznej (1990–2001),
- 1 Bazy Lotniczej Armii Krajowej „Łużyce” (2002–2011);

przejęła sztandar rozformowanej 1 Bazy Lotniczej Armii Krajowej „Łużyce”.
Tą samą decyzją ustanowiono doroczne święto 1 Bazy Lotnictwa Transportowego w dniu 5 października.
Decyzją  Nr 189/MON Ministra Obrony Narodowej z dnia 3 lipca 2013 roku wprowadzono odznakę pamiątkową oraz godło 1. Bazy Lotnictwa Transportowego.
Decyzją nr 47/MON Ministra Obrony Narodowej z dnia 17 lutego 2015 roku wprowadzono oznakę rozpoznawczą.
Decyzją Ministra Obrony Narodowej Nr 118/MON i 119/MON z dnia 25 września 2024 r. uchylono decyzję w sprawie wprowadzenia oznaki rozpoznawczej 
1. Bazy Lotnictwa Transportowego oraz decyzję w sprawie wprowadzenia odznaki pamiątkowej oraz godła 1. Bazy Lotnictwa Transportowego.
Decyzją nr 120/MON Ministra Obrony Narodowej z dnia 25 września 2024 r. wprowadzono odznakę pamiątkową, oznakę rozpoznawczą oraz godło lotnicze 1. Bazy Lotnictwa Transportowego.

Insygnia 1. BLTr
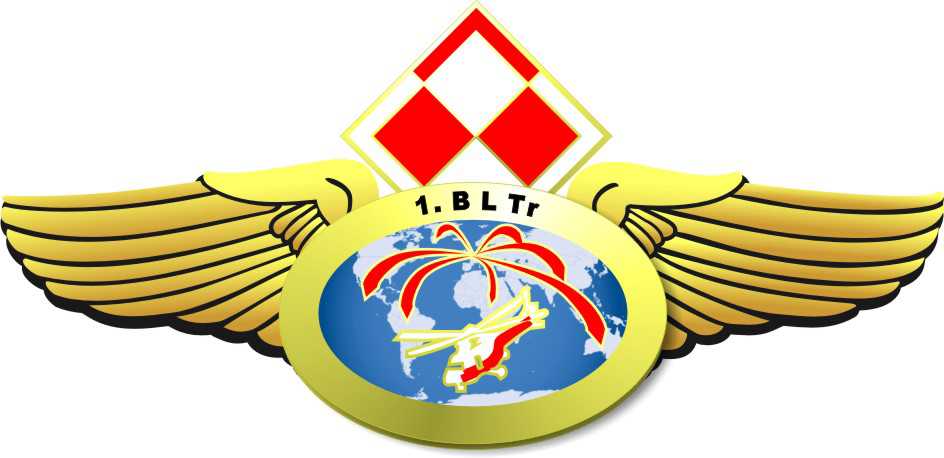
Odznaka pamiątkowa i godło (2013-2024)
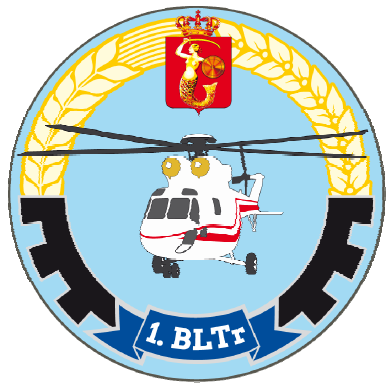
Oznaka rozpoznawcza na mundur wyjściowy (2015-2024)
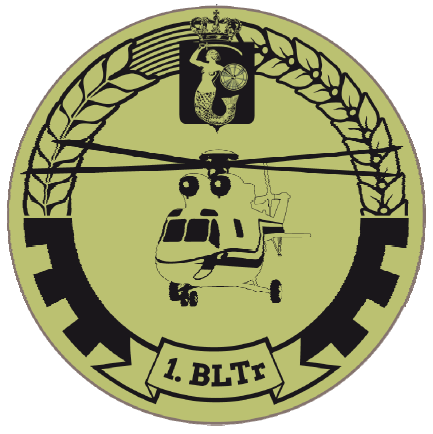
Oznaka rozpoznawcza na mundur polowy (2015-2024)
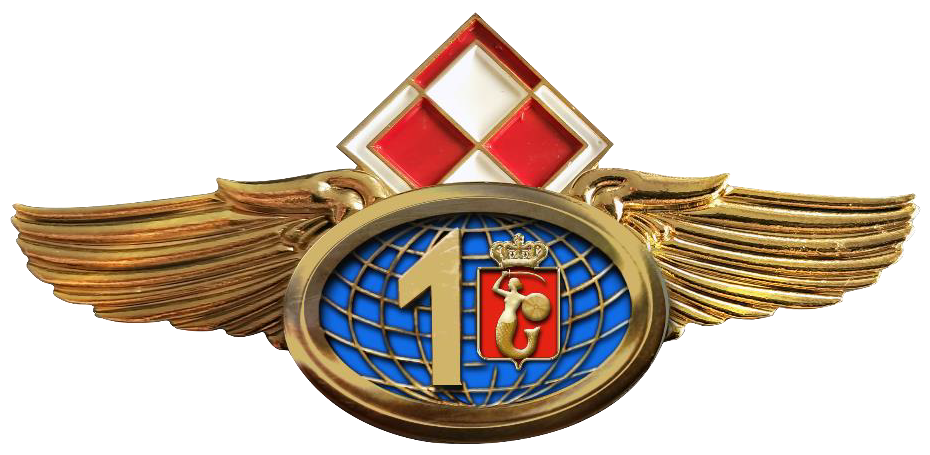
Odznaka pamiątkowa i godło (od 2024)
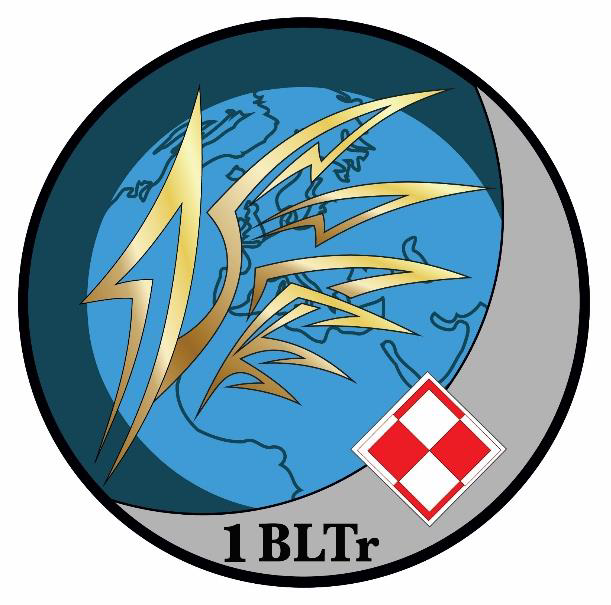
Oznaka rozpoznawcza na mundur wyjściowy (od 2024)
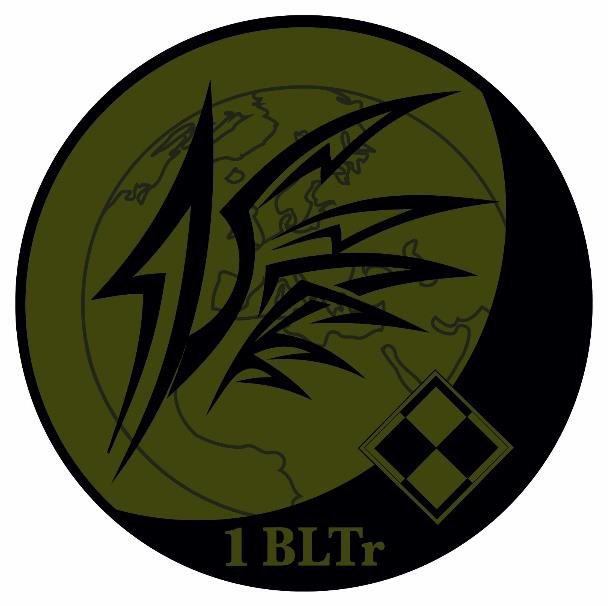
Oznaka rozpoznawcza na mundur polowy (od 2024)

## Statki powietrzne na wyposażeniu bazy

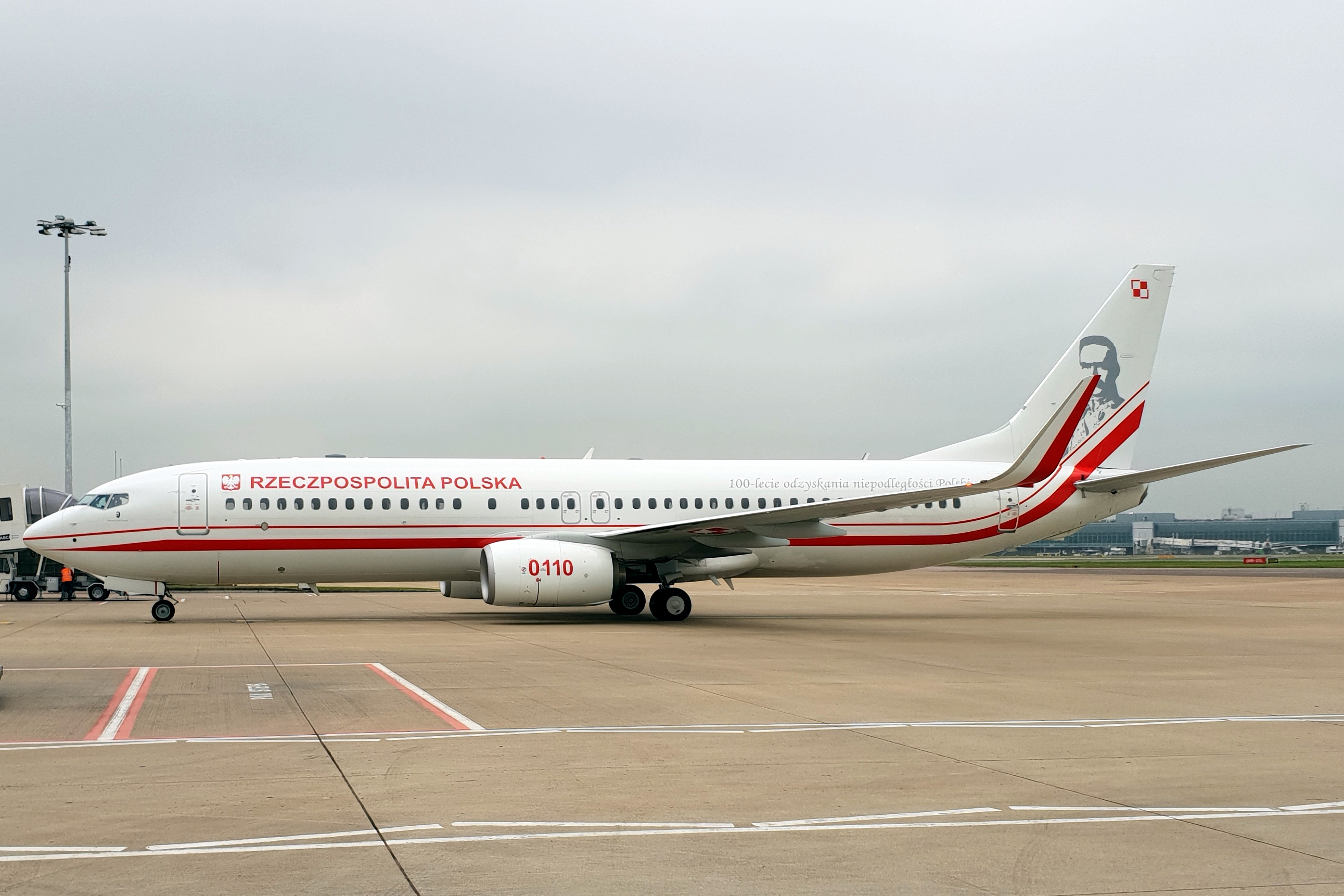
Boeing 737-800 VIP

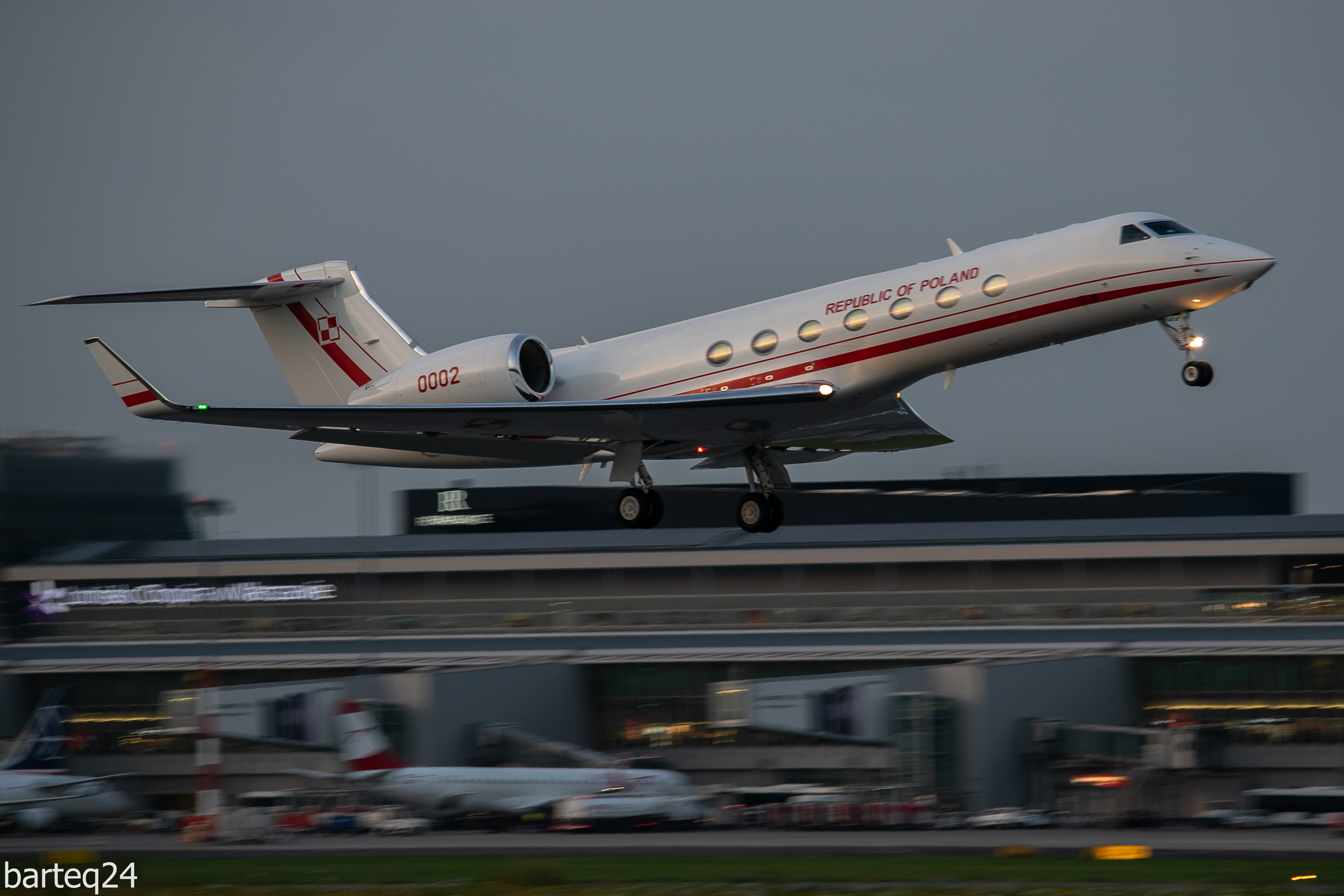
Gulfstream G-550

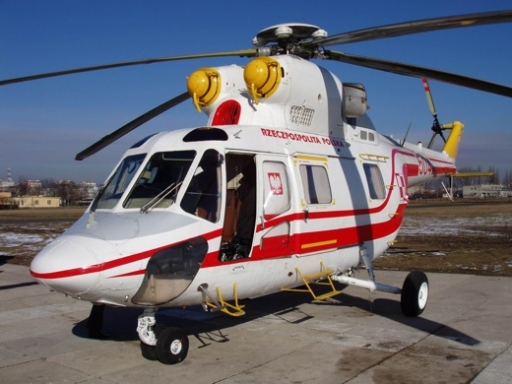
Sokół W-3P VIP

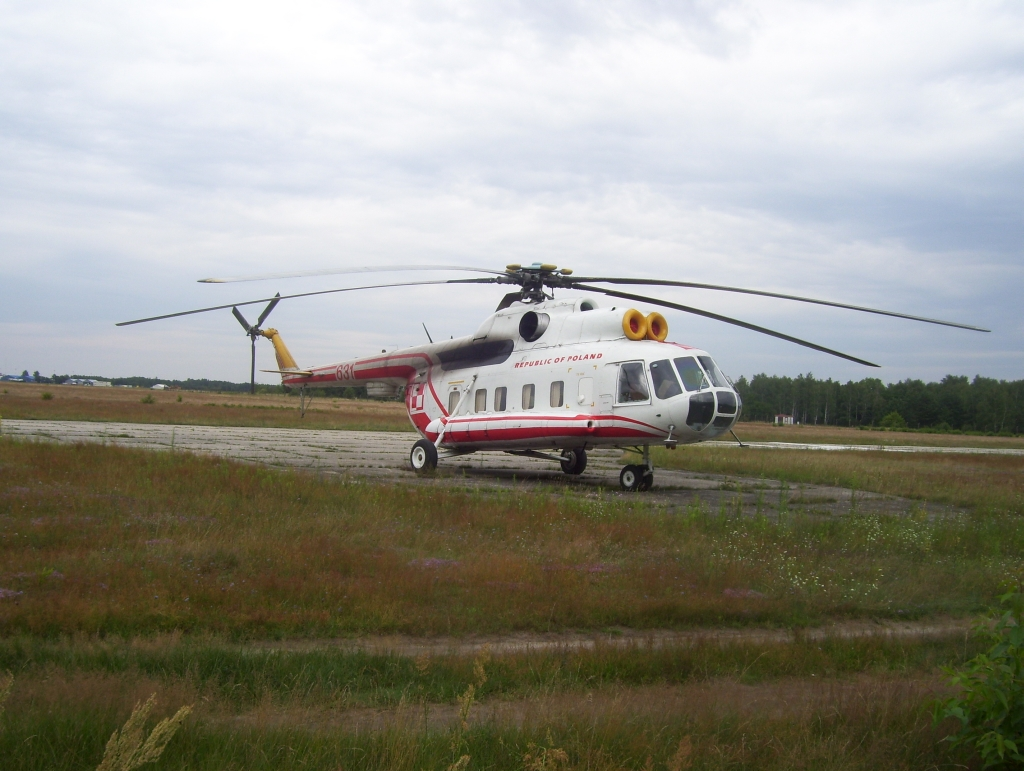
Śmigłowiec Mi-8

Samoloty
- Gulfstream G550 (2 szt.)
- Boeing 737-800 (3 szt.)[9]

Śmigłowce
- W-3WA VIP Sokół (7 szt.)[10]
- W-3WA Sokół (2 szt.)[10]
- W-3P Sokół (1 szt.)[10]
- Mi-8

## Dowódcy
- płk pil. Sławomir Mąkosa (od 1 stycznia 2012)
- płk dypl. pil. Dariusz Tatarowski (od 9 czerwca 2014)
- płk pil. Stanisław Kondrat (od 2 maja 2016)
- płk pil. Mirosław Jakubowski (od 5 stycznia 2022)
- gen. bryg. pil. Paweł Bigos (od 15 sierpnia 2022)